# Чемпіонат світу з футболу 2022 (кваліфікаційний раунд, КОНМЕБОЛ)
Південноамериканська секція кваліфікації Чемпіонату світу з футболу 2022 — кваліфікаційний турнір до Чемпіонату світу ФІФА 2022, який відбувся у Катарі, для національних збірних, які входять до Південноамериканської футбольної конфедерації (КОНМЕБОЛ). КОНМЕБОЛ має 4,5 путівки до фінального турніру (4 прямі путівки та 1 путівка до міжконтинентальних плей-оф).
Кваліфікаційний раунд почався 8 жовтня 2020.

## Формат
24 січня 2019 Рада КОНМЕБОЛ вирішила залишити таку саму структуру кваліфікації, яку вони використовували для шести попередніх відборів. 10 команд зіграють одна з одною у єдиній групі (лізі) вдома та на виїзді за круговою системою.
Порядок матчів було визначено жеребкуванням, яка була проведена 17 грудня 2019 о 10:00 (UTC−3) в «Bourbon Asunción Convention Hotel»  Асунсьйоні.
Спочатку планувалося, що для Бразилії та Аргентини під час жеребкування будуть відкриті лише позиції 4 та 5, і таким чином захистити інші команди від подвійного туру, де обидва матчі з Бразилією та Аргентиною. Проте 16 листопада 2019 Рада КОНМЕБОЛ скасувала це рішення, і тим самим зробили жеребкування абсолютно відкритим.
Також рада КОНМЕБОЛ затвердили використання системи VAR для кваліфікації.

## Учасники
Усі 10 країн-членів КОНМЕБОЛ беруть участь у кваліфікації. Позиція команд визначає розклад матчів та визначалася жеребкуванням.
| Позиція | Команда   | Рейтинг ФІФА за вересень 2020 |
| ------- | --------- | ----------------------------- |
| 1       | Уругвай   | 6                             |
| 2       | Колумбія  | 10                            |
| 3       | Перу      | 22                            |
| 4       | Бразилія  | 3                             |
| 5       | Венесуела | 25                            |
| 6       | Болівія   | 75                            |
| 7       | Парагвай  | 40                            |
| 8       | Аргентина | 9                             |
| 9       | Чилі      | 17                            |
| 10      | Еквадор   | 64                            |

## Розклад
Дати матчів кваліфікації визначаються згідно з календарем міжнародних матчів ФІФА. Кваліфікація складається з 18 турів. Спочатку було заплановано провести 8 турів у 2020 році та 10 у 2021.
12 березня 2020 ФІФА оголосила, що матчі 1 та 2 турів, які мали відбутися у березні 2020, були перенесені через пандемію COVID-19, а нові дати проведення буде затверджено пізніше.
25 червня 2020 ФІФА оголосила, що міжконтинентальні плей-оф, які було заплановано на березень 2022, переносяться на червень 2022.
10 липня 2022 ФІФА оголосила, що вересневі матчі кваліфікації КОНМЕБОЛ перенесено, а кваліфікація почнеться у жовтні 2020. КОНМЕБОЛ також попросили ФІФА включити січень 2020 до календарю міжнародних матчів, щоб встигнути завершити кваліфікацію до березня 2022. ФІФА погодилася на це 18 серпня 2020.
| Тур    | Дата              | Дата              | Матчі                    |
| Тур    | Оновлений         | Попередній        | Матчі                    |
| ------ | ----------------- | ----------------- | ------------------------ |
| Тур 1  | 8 жовтня 2020     | 26 березня 2020   | 1–9, 2–5, 4–6, 7–3, 8–10 |
| Тур 2  | 13 жовтня 2020    | 31 березня 2020   | 3–4, 5–7, 6–8, 9–2, 10–1 |
| Тур 3  | 12 листопада 2020 | 3 вересня 2020    | 2–1, 4–5, 6–10, 8–7, 9–3 |
| Тур 4  | 17 листопада 2020 | 8 вересня 2020    | 1–4, 3–8, 5–9, 7–6, 10–2 |
| Тур 5  | 25 березня 2021   | 8 жовтня 2020     | 2–4, 5–10, 6–3, 8–1, 9–7 |
| Тур 6  | 30 березня 2021   | 13 жовтня 2020    | 1–6, 3–5, 4–8, 7–2, 10–9 |
| Тур 7  | 3 червня 2021     | 12 листопада 2020 | 1–7, 3–2, 4–10, 6–5, 8–9 |
| Тур 8  | 8 червня 2021     | 17 листопада 2020 | 2–8, 5–1, 7–4, 9–6, 10–3 |
| Тур 9  | 2 вересня 2021    | 25 березня 2021   | 3–1, 5–8, 6–2, 9–4, 10–7 |
| Тур 10 | 7 вересня 2021    | 30 березня 2021   | 1–10, 2–9, 4–3, 7–5, 8–6 |
| Тур 11 | 7 жовтня 2021     | 3 червня 2021     | 1–2, 3–9, 5–4, 7–8, 10–6 |
| Тур 12 | 12 жовтня 2021    | 8 червня 2021     | 2–10, 4–1, 6–7, 8–3, 9–5 |
| Тур 13 | 11 листопада 2021 | 2 вересня 2021    | 1–8, 3–6, 4–2, 7–9, 10–5 |
| Тур 14 | 16 листопада 2021 | 7 вересня 2021    | 2–7, 5–3, 6–1, 8–4, 9–10 |
| Тур 15 | 27 січня 2022     | 7 жовтня 2021     | 2–3, 5–6, 7–1, 9–8, 10–4 |
| Тур 16 | 1 лютого 2022     | 12 жовтня 2021    | 1–5, 3–10, 4–7, 6–9, 8–2 |
| Тур 17 | 24 березня 2022   | 11 листопада 2021 | 1–3, 2–6, 4–9, 7–10, 8–5 |
| Тур 18 | 29 березня 2022   | 16 листопада 2021 | 3–7, 5–2, 6–4, 9–1, 10–8 |

## Турнірна таблиця
| Поз | Команда   | І  | В  | Н | П  | ГЗ | ГП | РГ  | О  | Кваліфікація                            |     | Бразилія | Аргентина | Уругвай | Еквадор | Перу | Колумбія | Чилі | Парагвай | Болівія | Венесуела |
| --- | --------- | -- | -- | - | -- | -- | -- | --- | -- | --------------------------------------- | --- | -------- | --------- | ------- | ------- | ---- | -------- | ---- | -------- | ------- | --------- |
| 1   | Бразилія  | 17 | 14 | 3 | 0  | 40 | 5  | +35 | 45 | Кваліфікація до Чемпіонату світу 2022   |     | —        | Скас.     | 4:1     | 2:0     | 2:0  | 1:0      | 4:0  | 4:0      | 5:0     | 1:0       |
| 2   | Аргентина | 17 | 11 | 6 | 0  | 27 | 8  | +19 | 39 | Кваліфікація до Чемпіонату світу 2022   |     | 0:0      | —         | 3:0     | 1:0     | 1:0  | 1:0      | 1:1  | 1:1      | 3:0     | 3:0       |
| 3   | Уругвай   | 18 | 8  | 4 | 6  | 22 | 22 | 0   | 28 | Кваліфікація до Чемпіонату світу 2022   |     | 0:2      | 0:1       | —       | 1:0     | 1:0  | 0:0      | 2:1  | 0:0      | 4:2     | 4:1       |
| 4   | Еквадор   | 18 | 7  | 5 | 6  | 27 | 19 | +8  | 26 | Кваліфікація до Чемпіонату світу 2022   |     | 1:1      | 1:1       | 4:2     | —       | 1:2  | 6:1      | 0:0  | 2:0      | 3:0     | 1:0       |
| 5   | Перу      | 18 | 7  | 3 | 8  | 19 | 22 | −3  | 24 | Проходять до міжконтинентальних плей-оф |     | 2:4      | 0:2       | 1:1     | 1:1     | —    | 0:3      | 2:0  | 2:0      | 3:0     | 1:0       |
| 6   | Колумбія  | 18 | 5  | 8 | 5  | 20 | 19 | +1  | 23 |                                         |     | 0:0      | 2:2       | 0:3     | 0:0     | 0:1  | —        | 3:1  | 0:0      | 3:0     | 3:0       |
| 7   | Чилі      | 18 | 5  | 4 | 9  | 19 | 26 | −7  | 19 |                                         | 0:1 | 1:2      | 0:2       | 0:2     | 2:0     | 2:2  | —        | 2:0  | 1:1      | 3:0     |           |
| 8   | Парагвай  | 18 | 3  | 7 | 8  | 12 | 26 | −14 | 16 |                                         | 0:2 | 0:0      | 0:1       | 3:1     | 2:2     | 1:1  | 0:1      | —    | 2:2      | 2:1     |           |
| 9   | Болівія   | 18 | 4  | 3 | 11 | 23 | 42 | −19 | 15 |                                         | 0:4 | 1:2      | 3:0       | 2:3     | 1:0     | 1:1  | 2:3      | 4:0  | —        | 3:1     |           |
| 10  | Венесуела | 18 | 3  | 1 | 14 | 14 | 34 | −20 | 10 |                                         | 1:3 | 1:3      | 0:0       | 2:1     | 1:2     | 0:1  | 2:1      | 0:1  | 4:1      | —       |           |

1. ↑  Матч Бразилія‒Аргентина було зупинено після п'яти зіграних хвилин за рахунку 0:0 після того, як співробітники Національного агентства спостереження за здоров'ям Бразилії вийшли на поле з вимоги ізоляції чотирьох аргентинських гравців, яких звинувачували у порушені карантинних обмежень через COVID. Матч було перенесено на 21 вересня 2022, проте 16 серпня ФІФА скасувало його.

## Матчі

### Тур 1
| 8 жовтня 2020 19:30 (UTC−3) |

| Парагвай             | 2:2                                 | Перу                 |
| -------------------- | ----------------------------------- | -------------------- |
| - А. Ромеро 66', 81' | Протокол (ФІФА) Протокол (КОНМЕБОЛ) | - Каррільйо 52', 85' |

| Дефенсорес дель Чако, Асунсьйон Глядачів: 0 Арбітр: Нестор Пітана (Аргентина) |

| 8 жовтня 2020 19:45 (UTC−3) |

| Уругвай                              | 2:1                                 | Чилі         |
| ------------------------------------ | ----------------------------------- | ------------ |
| - Л. Суарес 39' (пен.) - Гомес 90+3' | Протокол (ФІФА) Протокол (КОНМЕБОЛ) | - Санчес 54' |

| Естадіо Сентенаріо, Монтевідео Глядачів: 0 Арбітр: Ебер Акіно (Парагвай) |

| 8 жовтня 2020 21:30 (UTC−3) |

| Аргентина          | 1:0                                 | Еквадор |
| ------------------ | ----------------------------------- | ------- |
| - Мессі 13' (пен.) | Протокол (ФІФА) Протокол (КОНМЕБОЛ) |         |

| Бомбонера, Буенос-Айрес Глядачів: 0 Арбітр: Роберто Тобар (Чилі) |

| 9 жовтня 2020 18:30 (UTC−5) |

| Колумбія                          | 3:0                                 | Венесуела |
| --------------------------------- | ----------------------------------- | --------- |
| - Сапата 16' - Мур'єль 26', 45+3' | Протокол (ФІФА) Протокол (КОНМЕБОЛ) |           |

| Стадіон імені Роберто Мелендеса, Барранкілья Глядачів: 0 Арбітр: Гільєрмо Герреро (Еквадор) |

| 9 жовтня 2020 21:30 (UTC−3) |

| Бразилія                                                               | 5:0                                 | Болівія |
| ---------------------------------------------------------------------- | ----------------------------------- | ------- |
| - Маркіньйос 16' - Фірміно 30', 49' - Карраско 66' (аг) - Коутінью 73' | Протокол (ФІФА) Протокол (КОНМЕБОЛ) |         |

| Арена Корінтіанс, Сан-Паулу Глядачів: 0 Арбітр: Леодан Гонсалес (Уругвай) |

### Тур 2
| 13 жовтня 2020 16:00 (UTC−4) |

| Болівія      | 1:2                                 | Аргентина                          |
| ------------ | ----------------------------------- | ---------------------------------- |
| - Морено 24' | Протокол (ФІФА) Протокол (КОНМЕБОЛ) | - Ла. Мартінес 45' - Х. Корреа 79' |

| Стадіон імені Ернандо Сілеса, Ла-Пас Глядачів: 0 Арбітр: Дієго Харо (Перу) |

| 13 жовтня 2020 16:00 (UTC−5) |

| Еквадор                                           | 4:2                                 | Уругвай                              |
| ------------------------------------------------- | ----------------------------------- | ------------------------------------ |
| - М. Кайседо 14' - Естрада 45+3', 52' - Плата 75' | Протокол (ФІФА) Протокол (КОНМЕБОЛ) | - Л. Суарес 83' (пен.), 90+5' (пен.) |

| Родріго Пас Дельгадо, Кіто Глядачів: 0 Арбітр: Вільмар Ролдан (Колумбія) |

| 13 жовтня 2020 18:00 (UTC−4) |

| Венесуела | 0:1                                 | Парагвай      |
| --------- | ----------------------------------- | ------------- |
|           | Протокол (ФІФА) Протокол (КОНМЕБОЛ) | - Хіменес 85' |

| Метрополітано де Мерида, Мерида Глядачів: 0 Арбітр: Андрес Рохас (Колумбія) |

| 13 жовтня 2020 19:00 (UTC−5) |

| Перу                       | 2:4                                 | Бразилія                                                |
| -------------------------- | ----------------------------------- | ------------------------------------------------------- |
| - Каррільйо 5' - Тапія 59' | Протокол (ФІФА) Протокол (КОНМЕБОЛ) | - Неймар 28' (пен.), 83' (пен.), 90+4' - Рішарлісон 64' |

| Національний, Ліма Глядачів: 0 Арбітр: Хуліо Баскуньян (Чилі) |

| 13 жовтня 2020 21:30 (UTC−3) |

| Чилі                             | 2:2                                 | Колумбія                   |
| -------------------------------- | ----------------------------------- | -------------------------- |
| - Відаль 37' (пен.) - Санчес 41' | Протокол (ФІФА) Протокол (КОНМЕБОЛ) | - Лерма 6' - Фалькао 90+1' |

| Національний стадіон імені Хуліо Мартінеса Праданоса, Сантьяго Глядачів: 0 Арбітр: Даріо Еррера (Аргентина) |

### Тур 3
| 12 листопада 2020 16:00 (UTC−4) |

| Болівія                 | 2:3                                 | Еквадор                                         |
| ----------------------- | ----------------------------------- | ----------------------------------------------- |
| - Арсе 37' - Морено 60' | Протокол (ФІФА) Протокол (КОНМЕБОЛ) | - Б. Кайседо 46' - Мена 55' - Груесо 88' (пен.) |

| Стадіон імені Ернандо Сілеса, Ла-Пас Глядачів: 0 Арбітр: Вілтон Сампайо (Бразилія) |

| 12 листопада 2020 21:00 (UTC−3) |

| Аргентина      | 1:1                                 | Парагвай               |
| -------------- | ----------------------------------- | ---------------------- |
| - Гонсалес 41' | Протокол (ФІФА) Протокол (КОНМЕБОЛ) | - А. Ромеро 21' (пен.) |

| Бомбонера, Буенос-Айрес Глядачів: 0 Арбітр: Рафаель Клаус (Бразилія) |

| 13 листопада 2020 15:30 (UTC−5) |

| Колумбія | 0:3                                 | Уругвай                                         |
| -------- | ----------------------------------- | ----------------------------------------------- |
|          | Протокол (ФІФА) Протокол (КОНМЕБОЛ) | - Кавані 5' - Л. Суарес 54' (пен.) - Нуньєс 73' |

| Стадіон імені Роберто Мелендеса, Барранкілья Глядачів: 0 Арбітр: Фернандо Рапалліні (Аргентина) |

| 13 листопада 2020 20:00 (UTC−3) |

| Чилі              | 2:0                                 | Перу |
| ----------------- | ----------------------------------- | ---- |
| - Відаль 19', 34' | Протокол (ФІФА) Протокол (КОНМЕБОЛ) |      |

| Національний стадіон імені Хуліо Мартінеса Праданоса, Сантьяго Глядачів: 0 Арбітр: Естебан Остоїч (Уругвай) |

| 13 листопада 2020 21:30 (UTC−3) |

| Бразилія      | 1:0                                 | Венесуела |
| ------------- | ----------------------------------- | --------- |
| - Фірміно 66' | Протокол (ФІФА) Протокол (КОНМЕБОЛ) |           |

| Сісеру Помпеу ді Толеду, Сан-Паулу Глядачів: 0 Арбітр: Хуан Бенітез (Парагвай) |

### Тур 4
| 17 листопада 2020 17:00 (UTC−4) |

| Венесуела              | 2:1                                 | Чилі         |
| ---------------------- | ----------------------------------- | ------------ |
| - Маго 9' - Рондон 81' | Протокол (ФІФА) Протокол (КОНМЕБОЛ) | - Відаль 15' |

| Олімпійський, Каракас Глядачів: 0 Арбітр: Патрісіо Лоустау (Аргентина) |

| 17 листопада 2020 16:00 (UTC−5) |

| Еквадор                                                                            | 6:1                                 | Колумбія                |
| ---------------------------------------------------------------------------------- | ----------------------------------- | ----------------------- |
| - Арболеда 7' - Мена 9' - Естрада 32' - Арреага 39' - Плата 78' - Еступіньян 90+1' | Протокол (ФІФА) Протокол (КОНМЕБОЛ) | - Родрігес 45+1' (пен.) |

| Родріго Пас Дельгадо, Кіто Глядачів: 0 Арбітр: Хесус Валенсуела (Венесуела) |

| 17 листопада 2020 20:00 (UTC−3) |

| Уругвай | 0:2                                 | Бразилія                     |
| ------- | ----------------------------------- | ---------------------------- |
|         | Протокол (ФІФА) Протокол (КОНМЕБОЛ) | - Артур 33' - Рішарлісон 45' |

| Естадіо Сентенаріо, Монтевідео Глядачів: 0 Арбітр: Роберто Тобар (Чилі) |

| 17 листопада 2020 20:00 (UTC−3) |

| Парагвай                          | 2:2                                 | Болівія                     |
| --------------------------------- | ----------------------------------- | --------------------------- |
| - А. Ромеро 19' (пен.) - Каку 72' | Протокол (ФІФА) Протокол (КОНМЕБОЛ) | - Морено 41' - Сеспедес 45' |

| Дефенсорес дель Чако, Асунсьйон Глядачів: 0 Арбітр: Алексіс Еррера (Венесуела) |

| 17 листопада 2020 19:30 (UTC−5) |

| Перу | 0:2                                 | Аргентина                         |
| ---- | ----------------------------------- | --------------------------------- |
|      | Протокол (ФІФА) Протокол (КОНМЕБОЛ) | - Гонсалес 17' - Ла. Мартінес 28' |

| Національний, Ліма Глядачів: 0 Арбітр: Вільмар Ролдан (Колумбія) |

### Тур 7
| 3 червня 2021 16:00 (UTC−4) |

| Болівія                             | 3:1                                 | Венесуела       |
| ----------------------------------- | ----------------------------------- | --------------- |
| - Морено 5', 83' - Ді. Бехарано 60' | Протокол (ФІФА) Протокол (КОНМЕБОЛ) | - Ченселлор 26' |

| Стадіон імені Ернандо Сілеса, Ла-Пас Глядачів: 0 Арбітр: Джон Оспіна (Колумбія) |

| 3 червня 2021 19:00 (UTC−3) |

| Уругвай | 0:0                                 | Парагвай |
| ------- | ----------------------------------- | -------- |
|         | Протокол (ФІФА) Протокол (КОНМЕБОЛ) |          |

| Естадіо Сентенаріо, Монтевідео Глядачів: 0 Арбітр: Вільмар Ролдан (Колумбія) |

| 3 червня 2021 21:00 (UTC−3) |

| Аргентина          | 1:1                                 | Чилі         |
| ------------------ | ----------------------------------- | ------------ |
| - Мессі 24' (пен.) | Протокол (ФІФА) Протокол (КОНМЕБОЛ) | - Санчес 36' |

| Естадіо Уніко, Сантьяго-дель-Естеро Глядачів: 0 Арбітр: Хесус Валенсуела (Венесуела) |

| 3 червня 2021 21:00 (UTC−5) |

| Перу | 0:3                                 | Колумбія                               |
| ---- | ----------------------------------- | -------------------------------------- |
|      | Протокол (ФІФА) Протокол (КОНМЕБОЛ) | - Міна 40' - Урібе 49' - Луїс Діас 55' |

| Національний, Ліма Глядачів: 0 Арбітр: Вілтон Сампайо (Бразилія) |

| 4 червня 2021 21:30 (UTC−3) |

| Бразилія                               | 2:0                                 | Еквадор |
| -------------------------------------- | ----------------------------------- | ------- |
| - Рішарлісон 65' - Неймар 90+4' (пен.) | Протокол (ФІФА) Протокол (КОНМЕБОЛ) |         |

| Бейра-Ріу, Порту-Алегрі Глядачів: 0 Арбітр: Алексіс Еррера (Венесуела) |

### Тур 8
| 8 червня 2021 16:00 (UTC−5) |

| Еквадор       | 1:2                                 | Перу                        |
| ------------- | ----------------------------------- | --------------------------- |
| - Плата 90+2' | Протокол (ФІФА) Протокол (КОНМЕБОЛ) | - Куева 62' - Адвінкула 88' |

| Родріго Пас Дельгадо, Кіто Глядачів: 0 Арбітр: Естебан Остоїч (Уругвай) |

| 8 червня 2021 18:30 (UTC−4) |

| Венесуела | 0:0                                 | Уругвай |
| --------- | ----------------------------------- | ------- |
|           | Протокол (ФІФА) Протокол (КОНМЕБОЛ) |         |

| Олімпійський, Каракас Глядачів: 0 Арбітр: Андерсон Даронко (Бразилія) |

| 8 червня 2021 18:00 (UTC−5) |

| Колумбія                           | 2:2                                 | Аргентина                |
| ---------------------------------- | ----------------------------------- | ------------------------ |
| - Мур'єль 51' (пен.) - Борха 90+4' | Протокол (ФІФА) Протокол (КОНМЕБОЛ) | - Ромеро 3' - Паредес 8' |

| Стадіон імені Роберто Мелендеса, Барранкілья Глядачів: 10,000 Арбітр: Роберто Тобар (Чилі) |

| 8 червня 2021 20:30 (UTC−4) |

| Парагвай | 0:2                                 | Бразилія                   |
| -------- | ----------------------------------- | -------------------------- |
|          | Протокол (ФІФА) Протокол (КОНМЕБОЛ) | - Неймар 4' - Пакета 90+3' |

| Дефенсорес дель Чако, Асунсьйон Глядачів: 0 Арбітр: Патрісіо Лоустау (Аргентина) |

| 8 червня 2021 21:30 (UTC−4) |

| Чилі          | 1:1                                 | Болівія             |
| ------------- | ----------------------------------- | ------------------- |
| - Пульгар 69' | Протокол (ФІФА) Протокол (КОНМЕБОЛ) | - Морено 82' (пен.) |

| Сан-Карлос де Апокіндо, Сантьяго Глядачів: 0 Арбітр: Ебер Акіно (Парагвай) |

### Тур 9
| 2 вересня 2021 16:00 (UTC−4) |

| Болівія       | 1:1                                 | Колумбія       |
| ------------- | ----------------------------------- | -------------- |
| - Сауседо 83' | Протокол (ФІФА) Протокол (КОНМЕБОЛ) | - Мартінес 69' |

| Стадіон імені Ернандо Сілеса, Ла-Пас Глядачів: 15,000 Арбітр: Алексіс Еррера (Венесуела) |

| 2 вересня 2021 16:00 (UTC−5) |

| Еквадор                      | 2:0                                 | Парагвай |
| ---------------------------- | ----------------------------------- | -------- |
| - Торрес 88' - Естрада 90+5' | Протокол (ФІФА) Протокол (КОНМЕБОЛ) |          |

| Родріго Пас Дельгадо, Кіто Глядачів: 12,000 Арбітр: Андрес Матонте (Уругвай) |

| 2 вересня 2021 20:00 (UTC−4) |

| Венесуела               | 1:3                                 | Аргентина                                            |
| ----------------------- | ----------------------------------- | ---------------------------------------------------- |
| - Сотельдо 90+4' (пен.) | Протокол (ФІФА) Протокол (КОНМЕБОЛ) | - Ла. Мартінес 45+2' - Х. Корреа 71' - А. Корреа 74' |

| Олімпійський, Каракас Глядачів: 6,000 Арбітр: Леодан Гонсалес (Уругвай) |

| 2 вересня 2021 20:00 (UTC−5) |

| Перу        | 1:1                                 | Уругвай             |
| ----------- | ----------------------------------- | ------------------- |
| - Тапія 24' | Протокол (ФІФА) Протокол (КОНМЕБОЛ) | - Де Арраскаета 29' |

| Національний, Ліма Глядачів: 8,000 Арбітр: Нестор Пітана (Аргентина) |

| 2 вересня 2021 21:00 (UTC−4) |

| Чилі | 0:1                                 | Бразилія      |
| ---- | ----------------------------------- | ------------- |
|      | Протокол (ФІФА) Протокол (КОНМЕБОЛ) | - Рібейро 64' |

| Монументаль Давід Арельяно, Сантьяго Глядачів: 11,000 Арбітр: Дієго Харо (Перу) |

### Тур 6
Тур було відтерміновано через зміни у розкладі.
| 5 вересня 2021 16:00 (UTC−5) |

| Еквадор | 0:0                                 | Чилі |
| ------- | ----------------------------------- | ---- |
|         | Протокол (ФІФА) Протокол (КОНМЕБОЛ) |      |

| Родріго Пас Дельгадо, Кіто Глядачів: 12,000 Арбітр: Факундо Тельйо (Аргентина) |

| 5 вересня 2021 19:00 (UTC−3) |

| Уругвай                                                        | 4:2                                 | Болівія                  |
| -------------------------------------------------------------- | ----------------------------------- | ------------------------ |
| - Де Арраскаета 15', 67' (пен.) - Вальверде 31' - Альварес 47' | Протокол (ФІФА) Протокол (КОНМЕБОЛ) | - Морено 59', 84' (пен.) |

| Кампеон-дель-Сігло, Монтевідео Глядачів: 15,000 Арбітр: Ебер Акіно (Парагвай) |

| 5 вересня 2021 18:00 (UTC−4) |

| Парагвай       | 1:1                                 | Колумбія              |
| -------------- | ----------------------------------- | --------------------- |
| - Санабрія 40' | Протокол (ФІФА) Протокол (КОНМЕБОЛ) | - Куадрадо 53' (пен.) |

| Дефенсорес дель Чако, Асунсьйон Глядачів: 7,000 Арбітр: Рафаель Клаус (Бразилія) |

| 5 вересня 2021 20:00 (UTC−5) |

| Перу        | 1:0                                 | Венесуела |
| ----------- | ----------------------------------- | --------- |
| - Куева 35' | Протокол (ФІФА) Протокол (КОНМЕБОЛ) |           |

| Національний, Ліма Глядачів: 8,000 Арбітр: Луїс Кірос (Еквадор) |

| 5 вересня 2021 16:00 (UTC−3) |

| Бразилія | Перенесено                          | Аргентина |
| -------- | ----------------------------------- | --------- |
|          | Протокол (ФІФА) Протокол (КОНМЕБОЛ) |           |

| Арена Корінтіанс, Сан-Паулу Арбітр: Хесус Валенсуела (Венесуела) |

### Тур 10
| 9 вересня 2021 19:30 (UTC−3) |

| Уругвай         | 1:0                                 | Еквадор |
| --------------- | ----------------------------------- | ------- |
| - Перейро 90+2' | Протокол (ФІФА) Протокол (КОНМЕБОЛ) |         |

| Кампеон-дель-Сігло, Монтевідео Глядачів: 15,000 Арбітр: Андерсон Даронко (Бразилія) |

| 9 вересня 2021 18:30 (UTC−4) |

| Парагвай                    | 2:1                                 | Венесуела       |
| --------------------------- | ----------------------------------- | --------------- |
| - Д. Мартінес 7' - Каку 46' | Протокол (ФІФА) Протокол (КОНМЕБОЛ) | - Ченселлор 90' |

| Дефенсорес дель Чако, Асунсьйон Глядачів: 5,000 Арбітр: Роберто Тобар (Чилі) |

| 9 вересня 2021 18:00 (UTC−5) |

| Колумбія                                | 3:1                                 | Чилі          |
| --------------------------------------- | ----------------------------------- | ------------- |
| - Борха 19' (пен.), 20' - Луїс Діас 74' | Протокол (ФІФА) Протокол (КОНМЕБОЛ) | - Менесес 56' |

| Стадіон імені Роберто Мелендеса, Барранкілья Глядачів: 23,500 Арбітр: Андрес Кунья (Уругвай) |

| 9 вересня 2021 20:30 (UTC−3) |

| Аргентина             | 3:0                                 | Болівія |
| --------------------- | ----------------------------------- | ------- |
| - Мессі 14', 64', 88' | Протокол (ФІФА) Протокол (КОНМЕБОЛ) |         |

| Монументаль, Буенос-Айрес Глядачів: 17,000 Арбітр: Кевін Ортега (Перу) |

| 9 вересня 2021 21:30 (UTC−3) |

| Бразилія                   | 2:0                                 | Перу |
| -------------------------- | ----------------------------------- | ---- |
| - Рібейро 14' - Неймар 40' | Протокол (ФІФА) Протокол (КОНМЕБОЛ) |      |

| Арена Пернамбуку, Ресіфі Глядачів: 0 Арбітр: Вільмар Ролдан (Колумбія) |

### Тур 11
| 7 жовтня 2021 20:00 (UTC−3) |

| Уругвай | 0:0                                 | Колумбія |
| ------- | ----------------------------------- | -------- |
|         | Протокол (ФІФА) Протокол (КОНМЕБОЛ) |          |

| Естадіо Парк Сентраль, Монтевідео Глядачів: 18,000 Арбітр: Хесус Валенсуела (Венесуела) |

| 7 жовтня 2021 20:00 (UTC−3) |

| Парагвай | 0:0                                 | Аргентина |
| -------- | ----------------------------------- | --------- |
|          | Протокол (ФІФА) Протокол (КОНМЕБОЛ) |           |

| Дефенсорес дель Чако, Асунсьйон Глядачів: 34,000 Арбітр: Андерсон Даронко (Бразилія) |

| 7 жовтня 2021 19:30 (UTC−4) |

| Венесуела     | 1:3                                 | Бразилія                                             |
| ------------- | ----------------------------------- | ---------------------------------------------------- |
| - Рамірес 11' | Протокол (ФІФА) Протокол (КОНМЕБОЛ) | - Маркіньйос 71' - Барбоза 85' (пен.) - Антоні 90+5' |

| Олімпійський, Каракас Глядачів: 6,000 Арбітр: Кевін Ортега (Перу) |

| 7 жовтня 2021 19:30 (UTC−5) |

| Еквадор                           | 3:0                                 | Болівія |
| --------------------------------- | ----------------------------------- | ------- |
| - Естрада 14' - Валенсія 17', 19' | Протокол (ФІФА) Протокол (КОНМЕБОЛ) |         |

| Монументаль Ісідро Ромеро Карбо, Гуаякіль Глядачів: 16,000 Арбітр: Вільмар Ролдан (Колумбія) |

| 7 жовтня 2021 20:00 (UTC−5) |

| Перу                    | 2:0                                 | Чилі |
| ----------------------- | ----------------------------------- | ---- |
| - Куева 35' - Пенья 64' | Протокол (ФІФА) Протокол (КОНМЕБОЛ) |      |

| Національний, Ліма Глядачів: 8,000 Арбітр: Крістіан Феррейра (Уругвай) |

### Тур 5
Тур було відтерміновано через зміни у розкладі.
| 10 жовтня 2021 16:00 (UTC−4) |

| Болівія       | 1:0                                 | Перу |
| ------------- | ----------------------------------- | ---- |
| - Р. Вака 83' | Протокол (ФІФА) Протокол (КОНМЕБОЛ) |      |

| Стадіон імені Ернандо Сілеса, Ла-Пас Глядачів: 20,000 Арбітр: Гільєрмо Герреро (Еквадор) |

| 10 жовтня 2021 16:30 (UTC−4) |

| Венесуела                 | 2:1                                 | Еквадор               |
| ------------------------- | ----------------------------------- | --------------------- |
| - Мачіс 45+1' - Бельо 64' | Протокол (ФІФА) Протокол (КОНМЕБОЛ) | - Валенсія 37' (пен.) |

| Олімпійський, Каракас Глядачів: 10,000 Арбітр: Андрес Кунья (Уругвай) |

| 10 жовтня 2021 16:00 (UTC−5) |

| Колумбія | 0:0                                 | Бразилія |
| -------- | ----------------------------------- | -------- |
|          | Протокол (ФІФА) Протокол (КОНМЕБОЛ) |          |

| Стадіон імені Роберто Мелендеса, Барранкілья Глядачів: 35,000 Арбітр: Патрісіо Лоустау (Аргентина) |

| 10 жовтня 2021 20:30 (UTC−3) |

| Аргентина                                     | 3:0                                 | Уругвай |
| --------------------------------------------- | ----------------------------------- | ------- |
| - Мессі 38' - Де Пауль 44' - Ла. Мартінес 62' | Протокол (ФІФА) Протокол (КОНМЕБОЛ) |         |

| Монументаль, Буенос-Айрес Глядачів: 35,000 Арбітр: Роберто Тобар (Чилі) |

| 10 жовтня 2021 21:00 (UTC−3) |

| Чилі                      | 2:0                                 | Парагвай |
| ------------------------- | ----------------------------------- | -------- |
| - Бреретон 69' - Ісла 72' | Протокол (ФІФА) Протокол (КОНМЕБОЛ) |          |

| Сан-Карлос де Апокіндо, Сантьяго Глядачів: 10,800 Арбітр: Нестор Пітана (Аргентина) |

### Тур 12
| 14 жовтня 2021 16:00 (UTC−4) |

| Болівія                                                         | 4:0                                 | Парагвай |
| --------------------------------------------------------------- | ----------------------------------- | -------- |
| - Рамальйо 21' - Вільярроель 53' - Абрего 84' - Фернандес 90+4' | Протокол (ФІФА) Протокол (КОНМЕБОЛ) |          |

| Стадіон імені Ернандо Сілеса, Ла-Пас Глядачів: 12,000 Арбітр: Андрес Матонте (Уругвай) |

| 14 жовтня 2021 16:00 (UTC−5) |

| Колумбія | 0:0                                 | Еквадор |
| -------- | ----------------------------------- | ------- |
|          | Протокол (ФІФА) Протокол (КОНМЕБОЛ) |         |

| Стадіон імені Роберто Мелендеса, Барранкілья Глядачів: 35,000 Арбітр: Дієго Харо (Перу) |

| 14 жовтня 2021 20:30 (UTC−3) |

| Аргентина          | 1:0                                 | Перу |
| ------------------ | ----------------------------------- | ---- |
| - Ла. Мартінес 43' | Протокол (ФІФА) Протокол (КОНМЕБОЛ) |      |

| Монументаль, Буенос-Айрес Глядачів: 36,000 Арбітр: Вілтон Сампайо (Бразилія) |

| 14 жовтня 2021 21:00 (UTC−3) |

| Чилі                              | 3:0                                 | Венесуела |
| --------------------------------- | ----------------------------------- | --------- |
| - Пульгар 18', 37' - Бреретон 73' | Протокол (ФІФА) Протокол (КОНМЕБОЛ) |           |

| Сан-Карлос де Апокіндо, Сантьяго Глядачів: 10,000 Арбітр: Рафаель Клаус (Бразилія) |

| 14 жовтня 2021 20:30 (UTC−4) |

| Бразилія                                      | 4:1                                 | Уругвай         |
| --------------------------------------------- | ----------------------------------- | --------------- |
| - Неймар 10' - Рафінья 18', 58' - Барбоза 83' | Протокол (ФІФА) Протокол (КОНМЕБОЛ) | - Л. Суарес 77' |

| Арена да Амазонія, Манаус Глядачів: 12,500 Арбітр: Фернандо Рапалліні (Аргентина) |

### Тур 13
| 11 листопада 2021 16:00 (UTC−5) |

| Еквадор       | 1:0                                 | Венесуела |
| ------------- | ----------------------------------- | --------- |
| - Інкап'є 41' | Протокол (ФІФА) Протокол (КОНМЕБОЛ) |           |

| Родріго Пас Дельгадо, Кіто Глядачів: 25 000 Арбітр: Крістіан Феррейра (Уругвай) |

| 11 листопада 2021 20:00 (UTC−3) |

| Парагвай | 0:1                                 | Чилі         |
| -------- | ----------------------------------- | ------------ |
|          | Протокол (ФІФА) Протокол (КОНМЕБОЛ) | - Санчес 56' |

| Дефенсорес дель Чако, Асунсьйон Глядачів: 42 354 Арбітр: Патрісіо Лоустау (Аргентина) |

| 11 листопада 2021 21:30 (UTC−3) |

| Бразилія     | 1:0                                 | Колумбія |
| ------------ | ----------------------------------- | -------- |
| - Пакета 72' | Протокол (ФІФА) Протокол (КОНМЕБОЛ) |          |

| Сісеру Помпеу ді Толеду, Сан-Паулу Глядачів: 22 800 Арбітр: Роберто Тобар (Чилі) |

| 11 листопада 2021 21:00 (UTC−5) |

| Перу                                  | 3:0                                 | Болівія |
| ------------------------------------- | ----------------------------------- | ------- |
| - Лападула 9' - Куева 31' - Пенья 39' | Протокол (ФІФА) Протокол (КОНМЕБОЛ) |         |

| Національний, Ліма Глядачів: 10 000 Арбітр: Ебер Акіно (Парагвай) |

| 12 листопада 2021 20:00 (UTC−3) |

| Уругвай | 0:1                                 | Аргентина     |
| ------- | ----------------------------------- | ------------- |
|         | Протокол (ФІФА) Протокол (КОНМЕБОЛ) | - Ді Марія 7' |

| Кампеон-дель-Сігло, Монтевідео Глядачів: 30 000 Арбітр: Алексіс Еррера (Венесуела) |

### Тур 14
| 16 листопада 2021 16:00 (UTC−4) |

| Болівія                      | 3:0                                 | Уругвай |
| ---------------------------- | ----------------------------------- | ------- |
| - Арсе 30', 79' - Морено 45' | Протокол (ФІФА) Протокол (КОНМЕБОЛ) |         |

| Стадіон імені Ернандо Сілеса, Ла-Пас Глядачів: 7 000 Арбітр: Вілтон Сампайо (Бразилія) |

| 16 листопада 2021 17:00 (UTC−4) |

| Венесуела   | 1:2                                 | Перу                       |
| ----------- | ----------------------------------- | -------------------------- |
| - Мачіс 52' | Протокол (ФІФА) Протокол (КОНМЕБОЛ) | - Лападула 18' - Куева 65' |

| Олімпійський, Каракас Глядачів: 9 000 Арбітр: Бруну Арлеу (Бразилія) |

| 16 листопада 2021 18:00 (UTC−5) |

| Колумбія | 0:0                                 | Парагвай |
| -------- | ----------------------------------- | -------- |
|          | Протокол (ФІФА) Протокол (КОНМЕБОЛ) |          |

| Стадіон імені Роберто Мелендеса, Барранкілья Глядачів: 44 000 Арбітр: Факундо Тельйо (Аргентина) |

| 16 листопада 2021 20:30 (UTC−3) |

| Аргентина | 0:0                                 | Бразилія |
| --------- | ----------------------------------- | -------- |
|           | Протокол (ФІФА) Протокол (КОНМЕБОЛ) |          |

| Сан-Хуан дель Бісентенаріо, Сан-Хуан Глядачів: 25 000 Арбітр: Андрес Кунья (Уругвай) |

| 16 листопада 2021 21:15 (UTC−3) |

| Чилі | 0:2                                 | Еквадор                            |
| ---- | ----------------------------------- | ---------------------------------- |
|      | Протокол (ФІФА) Протокол (КОНМЕБОЛ) | - Еступіньян 9' - М. Кайседо 90+3' |

| Національний стадіон імені Хуліо Мартінеса Праданоса, Сантьяго Глядачів: 12 000 Арбітр: Фернандо Рапалліні (Аргентина) |

### Тур 15
| 27 січня 2022 16:00 (UTC−5) |

| Еквадор      | 1:1                                 | Бразилія      |
| ------------ | ----------------------------------- | ------------- |
| - Торрес 75' | Протокол (ФІФА) Протокол (КОНМЕБОЛ) | - Каземіро 6' |

| Родріго Пас Дельгадо, Кіто Арбітр: Вільмар Ролдан (Колумбія) |

| 27 січня 2022 20:00 (UTC−3) |

| Парагвай | 0:1                                 | Уругвай         |
| -------- | ----------------------------------- | --------------- |
|          | Протокол (ФІФА) Протокол (КОНМЕБОЛ) | - Л. Суарес 50' |

| Генерал Пабло Рохас, Асунсьйон Арбітр: Даріо Еррера (Аргентина) |

| 27 січня 2022 21:15 (UTC−3) |

| Чилі           | 1:2                                 | Аргентина                         |
| -------------- | ----------------------------------- | --------------------------------- |
| - Бреретон 21' | Протокол (ФІФА) Протокол (КОНМЕБОЛ) | - Ді Марія 10' - Ла. Мартінес 34' |

| Соррос дель Десьєрто, Калама Арбітр: Андерсон Даронко (Бразилія) |

| 28 січня 2022 16:00 (UTC−5) |

| Колумбія | 0:1                                 | Перу         |
| -------- | ----------------------------------- | ------------ |
|          | Протокол (ФІФА) Протокол (КОНМЕБОЛ) | - Флорес 85' |

| Стадіон імені Роберто Мелендеса, Барранкілья Арбітр: Хесус Валенсуела (Венесуела) |

| 28 січня 2022 18:00 (UTC−4) |

| Венесуела                          | 4:1                                 | Болівія       |
| ---------------------------------- | ----------------------------------- | ------------- |
| - Рондон 25', 35', 67' - Мачіс 55' | Протокол (ФІФА) Протокол (КОНМЕБОЛ) | - Міранда 38' |

| Агустін Товар, Баринас Арбітр: Гільєрмо Герреро (Еквадор) |

### Тур 16
| 1 лютого 2022 16:30 (UTC−4) |

| Болівія                   | 2:3                                 | Чилі                           |
| ------------------------- | ----------------------------------- | ------------------------------ |
| - Енумба 37' - Морено 88' | Протокол (ФІФА) Протокол (КОНМЕБОЛ) | - Санчес 14', 85' - Нуньєс 77' |

| Стадіон імені Ернандо Сілеса, Ла-Пас Арбітр: Алексіс Еррера (Венесуела) |

| 1 лютого 2022 20:00 (UTC−3) |

| Уругвай                                                                  | 4:1                                 | Венесуела          |
| ------------------------------------------------------------------------ | ----------------------------------- | ------------------ |
| - Бентанкур 1' - Де Арраскаета 23' - Кавані 45+1' - Л. Суарес 53' (пен.) | Протокол (ФІФА) Протокол (КОНМЕБОЛ) | Хосеф Мартінес 65' |

| Естадіо Сентенаріо, Монтевідео Арбітр: Бруно Арлеу (Бразилія) |

| 1 лютого 2022 20:30 (UTC−3) |

| Аргентина        | 1:0                                 | Колумбія |
| ---------------- | ----------------------------------- | -------- |
| Ла. Мартінес 29' | Протокол (ФІФА) Протокол (КОНМЕБОЛ) |          |

| Маріо Альберто Кемпес, Кордова Арбітр: Рафаель Клаус (Бразилія) |

| 1 лютого 2022 21:30 (UTC−3) |

| Бразилія                                                | 4:0                                 | Парагвай |
| ------------------------------------------------------- | ----------------------------------- | -------- |
| - Рафінья 28' - Коутінью 62' - Антоні 86' - Родріго 88' | Протокол (ФІФА) Протокол (КОНМЕБОЛ) |          |

| Мінейран, Белу-Оризонті Арбітр: Факундо Тельйо (Аргентина) |

| 1 лютого 2022 21:00 (UTC−5) |

| Перу       | 1:1                                 | Еквадор    |
| ---------- | ----------------------------------- | ---------- |
| Флорес 69' | Протокол (ФІФА) Протокол (КОНМЕБОЛ) | Естрада 2' |

| Національний, Ліма Арбітр: Вілтон Сампайо (Бразилія) |

### Тур 17
| 24 березня 2022 20:30 (UTC−3) |

| Уругвай             | 1:0                                 | Перу |
| ------------------- | ----------------------------------- | ---- |
| - Де Арраскаета 42' | Протокол (ФІФА) Протокол (КОНМЕБОЛ) |      |

| Естадіо Сентенаріо, Монтевідео Арбітр: Андерсон Даронко (Бразилія) |

| 24 березня 2022 18:30 (UTC−5) |

| Колумбія                                | 3:0                                 | Болівія |
| --------------------------------------- | ----------------------------------- | ------- |
| - Луїс Діас 39' - Борха 72' - Урібе 90' | Протокол (ФІФА) Протокол (КОНМЕБОЛ) |         |

| Стадіон імені Роберто Мелендеса, Барранкілья Арбітр: Факундо Тельйо (Аргентина) |

| 24 березня 2022 20:30 (UTC−3) |

| Бразилія                                                                             | 4:0                                 | Чилі |
| ------------------------------------------------------------------------------------ | ----------------------------------- | ---- |
| - Неймар 44' (пен.) - Вінісіус Жуніор 45+1' - Коутінью 72' (пен.) - Рішарлісон 90+1' | Протокол (ФІФА) Протокол (КОНМЕБОЛ) |      |

| Маракана, Ріо-де-Жанейро Арбітр: Даріо Еррера (Аргентина) |

| 24 березня 2022 20:30 (UTC−3) |

| Парагвай                                         | 3:1                                 | Еквадор              |
| ------------------------------------------------ | ----------------------------------- | -------------------- |
| - Моралес 9' - Інкап'є 45+6' (аг) - Альмірон 54' | Протокол (ФІФА) Протокол (КОНМЕБОЛ) | - Кайседо 85' (пен.) |

| Антоніо Аранда, Сьюдад-дель-Есте Арбітр: Хесус Валенсуела (Венесуела) |

| 25 березня 2022 20:30 (UTC−3) |

| Аргентина                                 | 3:0                                 | Венесуела |
| ----------------------------------------- | ----------------------------------- | --------- |
| - Гонсалес 34' - Ді Марія 79' - Мессі 82' | Протокол (ФІФА) Протокол (КОНМЕБОЛ) |           |

| Бомбонера, Буенос-Айрес Арбітр: Кевін Ортега (Перу) |

### Тур 18
| 29 березня 2022 18:30 (UTC−5) |

| Перу                  | 2:0                                 | Парагвай |
| --------------------- | ----------------------------------- | -------- |
| Лападула 5' Йотун 42' | Протокол (ФІФА) Протокол (КОНМЕБОЛ) |          |

| Національний, Ліма Арбітр: Фернандо Рапалліні (Аргентина) |

| 29 березня 2022 19:30 (UTC−4) |

| Венесуела | 0:1                                 | Колумбія              |
| --------- | ----------------------------------- | --------------------- |
|           | Протокол (ФІФА) Протокол (КОНМЕБОЛ) | Родрігес 45+4' (пен.) |

| Качамай, Сьюдад-Гуаяна |

| 29 березня 2022 19:30 (UTC−4) |

| Болівія | 0:4                                 | Бразилія                                      |
| ------- | ----------------------------------- | --------------------------------------------- |
|         | Протокол (ФІФА) Протокол (КОНМЕБОЛ) | Пакета 24' Рішарлісон 45', 90+1' Гімараес 66' |

| Стадіон імені Ернандо Сілеса, Ла-Пас |

| 29 березня 2022 20:30 (UTC−3) |

| Чилі | 0:2                                 | Уругвай                       |
| ---- | ----------------------------------- | ----------------------------- |
|      | Протокол (ФІФА) Протокол (КОНМЕБОЛ) | Луїс Суарес 79' Вальверде 90' |

| Сан-Карлос де Апокіндо, Сантьяго Арбітр: Патрісіо Лоустау (Аргентина) |

| 29 березня 2022 18:30 (UTC−5) |

| Еквадор        | 1:1                                 | Аргентина    |
| -------------- | ----------------------------------- | ------------ |
| Валенсія 90+3' | Протокол (ФІФА) Протокол (КОНМЕБОЛ) | Альварес 24' |

| Монументаль Ісідро Ромеро Карбо, Гуаякіль |

### Перенесений матч 6 туру
| 21 вересня 2022 20:00 (UTC−3) |

| Бразилія | Скасовано                           | Аргентина |
| -------- | ----------------------------------- | --------- |
|          | Протокол (ФІФА) Протокол (КОНМЕБОЛ) |           |

| Арена Корінтіанс, Сан-Паулу |

## Міжконтинентальні плей-оф
Міжконтинентальні плей-оф відбудуться 13-14 червня  2022.
| Команда 1 | Рахунок        | Команда 2 |
| --------- | -------------- | --------- |
| Австралія | 0:0 (пен. 5:4) | Перу      |

## Кваліфіковані збірні

Статус збірних КОНМЕБОЛ у кваліфікації Чемпіонату світу 2022:
Кваліфікувалися до Чемпіонату світу
Можуть кваліфікуватися
Вибули
Не член КОНМЕБОЛ

Наступні збірні КОНМЕБОЛ пройшли до фінального турніру.
| Команда   | Кваліфікація | Дата кваліфікації | Попередні участі у Чемпіонаті світу1                                                                                              |
| --------- | ------------ | ----------------- | --- |
| Бразилія  | 1-е місце    | 11 листопада 2021 | 21 (1930, 1934, 1938, 1950, 1954, 1958, 1962, 1966, 1970, 1974, 1978, 1982, 1986, 1990, 1994, 1998, 2002, 2006, 2010, 2014, 2018) |
| Аргентина | 2-е місце    | 16 листопада 2021 | 17 (1930, 1934, 1958, 1962, 1966, 1974, 1978, 1982, 1986, 1990, 1994, 1998, 2002, 2006, 2010, 2014, 2018)                         |
| Уругвай   | 3-є місце    | 24 березня 2022   | 13 (1930, 1950, 1954, 1962, 1966, 1970, 1974, 1986, 1990, 2002, 2010, 2014, 2018)                                                 |
| Еквадор   | 4-е місце    | 24 березня 2022   | 3 (2002, 2006, 2014) |

1 Жирним шрифтом вказано переможців тогорічного змагання. Курсивом вказано господаря змагання.

## Найкращі бомбардири
Протягом турніру було забито 223 голи у 89 матчах, з середнім показником 2.51 гола за матч.
| #  | Гравець                 | Голи |
| -- | ----------------------- | ---- |
| 01 | Марсело Морено          | 10   |
| 02 | Неймар                  | 8    |
| 02 | Луїс Суарес             | 8    |
| 04 | Лаутаро Мартінес        | 7    |
| 04 | Ліонель Мессі           | 7    |
| 06 | Мікаель Естрада         | 6    |
| 06 | Рішарлісон              | 6    |
| 08 | Крістіан Куева          | 5    |
| 08 | Джорджіан Де Арраскаета | 5    |
| 08 | Алексіс Санчес          | 5    |
| 11 | Мігель Борха            | 4    |
| 11 | Анхель Ромеро           | 4    |
| 11 | Саломон Рондон          | 4    |
| 11 | Еннер Валенсія          | 4    |
| 11 | Артуро Відаль           | 4    |

## Позначки
1. 1 2  Матч Бразилія – Аргентина було перервано на 6 хвилині співробітниками Національного агентства спостереження за здоров'ям Бразилії (Anvisa) і поліції, оскільки 4 гравців збірної Аргентини (Еміліано Мартінес, Крістіан Ромеро, Еміліано Буендія та Джовані Ло Сельсо) прибули з порушенням карантинних норм. Долю поєдинку визначить дисциплінарний комітет ФІФА.[19] 
Спочатку матч був перенесений на 22 вересня 2022 у місці, яке мала визначити Бразильська конфедерація футболу, а пізніше на 21 вересня, і в решті-решт ФІФА скасували його 16 серпня.[20]